# Плахотник, Сергей Митрофанович
Сергей Митрофанович Плахотник (1907 — ?) — советский инженер, лауреат Сталинской премии. Конструктор радиостанции «Плахпет» (Плахотник-Петров).
Окончил Одесский электротехнический институт (1931) с присвоением звания инженер-электрик-радио, и аспирантуру (1935).
Один из первых в СССР сконструировал телевизор, работа которого демонстрировалась в зале Одесского театра оперы и балета для участников областного съезда Советов (1932 год).
В 1935 году впервые в Советском Союзе были осуществлены дальние передачи малострочного телевидения из Одессы в Москву.
С 1935 старший инженер техотдела, с 1937 главный конструктор завода № 3 в г. Александров, в 1936 г. был в командировке в США.
С 1941 по 1945 год — главный инженер Завода № 641 в г. Петропавловск Северо-Казахстанской области (эвакуированный из Александрова завод № 3).
Лето 1945 г. — командировка в Германию для оценки оборудования по репарациям.
С 1945 г. работал конструктором на Воронежском заводе «Электросигнал».
С 1952 по 1963 год начальник Главного управления Министерства промышленности средств связи.
С 1962 года заместитель начальника отдела радиоэлектронной и электронной промышленности Госплана СССР.
Автор учебного пособия: Технология производства радиоаппаратуры [Текст] : [Учеб. пособие для техникумов] / С. М. Плахотник. — Москва ; Ленинград : Изд. и тип. Госэнергоиздата в М., 1949. — 228 с., 2 л. черт. : ил.; 23 см.
Сталинская премия 1951 г. (разработка общевойсковой радиостанции РС-106 «ПЛАХПЕТ»).